# حسن خرمشاهی
محمد حسن خرمشاهی ( ۱۰ اردیبهشت ۱۳۰۷ تهران - ۱۹ شهریور ۱۳۸۵ تهران ) زندانی سیاسی، فعال سیاسی و عضو جبهه ملی ایران، حزب زحمتکشان ایران، حزب سوسیالیست بود.
او از فعالین در جبهه ملی ایران در نهضت ملی شدن صنعت نفت بود و اولین فعالیت سازمانی او در حزب زحمتکشان ایران بود سپس با انشعاب خلیل ملکی و محمدعلی خنجی و مسعود حجازی او از این حزب جدا شده و به حزب نیروی سوم پیوست و بعد از آن با توجه به اختلافات پیش آمده به همراه محمدعلی خنجی، مسعود حجازی، یوسف جلالی، غلامرضا تختی و تنی چند از مبارزان حزب سوسیالیست را تشکیل داد. (تابستان ۱۳۳۳).
خرمشاهی در نهضت مقاومت ملی فعال داشته و مسئولیت کمیته ورزشکاران نهضت مقاومت ملی را بر عهده داشت. پس از تشکیل جبهه ملی دوم او علاوه بر مسئولیت سازمان ورزشکاران مسئولیت سازمان اصناف جبهه ملی را نیز به دوش گرفت. او در سال ۱۳۴۲ با بانو فرشید افشار (حقوقدان - نویسنده - شاعر) ازدواج کرد. واسطه آشنایی و ازدواج این دو الله یار صالح بود.

## فعالیت در جبهه ملی ایران
خرمشاهی در دی ماه سال ۱۳۴۱ به نمایندگی از اصناف جبهه ملی در کنگره جبهه شرکت می‌کند و به نفع غلامرضا تختی از نامزدی شورای مرکزی کناره‌گیری می‌کند. او به دلیل فعالیت‌هایش در این دوران چند با دستگیر شده و رندانی می‌شود. پس از آن در جبهه ملی چهارم (۱۳۵۸) به عضویت در شورای مرکزی جبهه ملی درآمد و پس از ان در جبهه ملی پنجم نیز در پلنوم ۱۳۸۲ از سوی شرکت کنندگان در پلنوم به عضویت مجدد در شورای مرکزی انتخاب شد. خرمشاهی مسوولیت سازمان اصناف جبهه ملی ایران را از از سال ۱۳۵۸ بر عهده داشت.
او در راه مبارزات سیاسی خود جمعاً ۹ سال را درزندان در قبل و بعد از انقلاب گذارند. او جزء نخستین دستگیرشدگان پس از اتهام ارتداد جبهه در تیرماه ۱۳۶۰ بود و پس از ۱۱ ماه زندان و تحمل شکنجه در اردیبهشت ۱۳۶۱ آزاد شد.